# Airco DH.10
L'Airco DH.10 Amiens est un bombardier moyen bimoteur britannique conçu à la fin de la Première Guerre mondiale. Il n'effectua qu'une seule mission sur l'Allemagne, le 10 novembre 1918, mais fut utilisé durant des opérations coloniales pendant l'entre-deux-guerres. 

## Origine
Si l’Airco DH.3 fut refusé par le War Office parce qu’il estimait le bombardement stratégique inefficace et la formule bimoteur inadaptée, l’apparition de bombardiers lourds allemands dans le ciel londonien changea la donne et en 1917 l’Air Board Specification A.2.b appelait à la réalisation d’un bombardier de jour à grand rayon d’action, pouvant être mono- ou bimoteur.
Reprenant son DH.3, Geoffrey de Havilland dessina un biplan à ailes égales non décalées et fuselage de section rectangulaire, structure en bois entoilée. Les moteurs Siddeley Puma de 230 ch entraînant des hélices propulsives étaient installés dans l’entreplan. Le prototype [C4283] prit l’air le 4 mars 1918, mais se révéla décevant. Avec sa charge de bombe il atteignait péniblement 145 km/h à 4 575 m, ce qui était nettement insuffisant. Baptisé Amiens Mk.II, le second prototype [C8658] prit l’air en avril 1918 avec 2 moteurs Rolls-Royce Eagle VIII de 360 ch entraînant des hélices tractives. Ainsi modifié le biplan était plus rapide que le DH.9A avec une charge de bombes deux fois supérieure. Airco obtient donc immédiatement une commande pour 600 exemplaires, devant équiper équiper 8 escadrons de bombardement et 3 escadrons de lutte anti-sous-marine. Cet appareil souleva tellement d’enthousiasme au sein de la toute nouvelle RAF que 1 291 appareils de série furent finalement commandés [E5437/5636, E6037/6136, E7837/E7986, E9057/9206, F351/F550, F1867/1882, F7147/7346, F8421/8495 et H2746/2945].
La RAF souhaitait que la production atteigne le plus rapidement possible 800 exemplaires par mois, mais il était impossible d’obtenir une telle quantité de moteurs Rolls-Royce. Les exemplaires de série furent donc équipés du moteur américain Liberty L-12 de 400 ch, devenant Amiens Mk.III.

## Production
L’armistice entraînant l’annulation des commandes, 368 bombardiers seulement furent livrés : 
- Airco : 216
- Birmingham Carriage Co : 60
- Siddeley Deasy : 18
- Daimler :48
- NAF 2, Heaton Chapel : 5
- Mann Egerton : 21

## Les versions
- DH.10 Amiens I : Prototype, 2 Siddeley Puma, hélice propulsive.
- DH.10 Amiens II : 3 Prototypes [C8658/8660], 2 Rolls-Royce Eagle VIII, hélice tractive.
- DH.10 Amiens III : Principale version de série, 2 Liberty L-12 à hélice tractive montés dans l’entreplan.
- DH.10 Amiens IIIA : Appareils modifiés avec moteurs reposant à l’extrados du plan inférieur. 32 construits.
- DH.10 Amiens IIIC : Version à moteur Eagle développée en cas de manque de moteurs Liberty. Au moins 5 construits.

## En service
Les premiers DH.10 Amiens furent livrés au No 104 Squadron de la RAF en novembre 1918, qui effectua sa première mission sur le nouvel appareil le 10 novembre 1918. Ce sera aussi la dernière réalisée par le DH.10 durant la Première Guerre mondiale. 
Second escadron à recevoir des DH.10, le No 97 Squadron fut envoyé en Inde et participa à la troisième guerre anglo-afghane. Rebaptisé No 60 Sqdn, il fut dissous le 1er avril 1920.
Troisième unité équipée de DH.10, le No 216 Squadron fut affecté en Égypte. Avec ses DH.10, il inaugura la liaison postale Le Caire-Bagdad le 23 juin 1921. 
Le DH.10 Amiens a également équipé les No 24, 27120 et 216 Squadron. Utilisés essentiellement en Inde et au Moyen-Orient, les derniers Amiens furent réformés en 1926.
À noter qu’un unique DH.10 a reçu une immatriculation civile : le [G-EAJO] fut utilisé par Aircraft Transport & Travel Ltd (en) pour assurer le transport de la poste entre Hendon (Londres) et Renfrew durant la grève des cheminots britanniques en octobre 1919. Cet avion a été perdu sur accident en avril 1920.